# Tamarix
Tamarix (tamariu, tamarit, tamarell o tamaró) és un gènere de plantes amb flors de la família Tamaricaceae que acostumen a suportar certa salinitat en el sòl. Consta de 50 a 60 espècies. És originari de les zones més seques d'Euràsia i Àfrica. Rep el nom del llatí i podria referir-se al riu Tamaris de la Hispania Tarraconensis.

## Descripció
Són arbres o arbusts de fulla persistent que fan d'1 a 18 m d'alçada i formen masses denses. El més gros és Tamarix aphylla. Toleren fins a 15.000 parts per milió de clorur de sodi i poden tolerar condicions alcalines.
Els tamarius es caracteritzen per les branques primes i el fullatge gris verdós. L'escorça en les branques joves és suau i després passen a ser rugoses. Les fulles tenen forma d'esquama d'1-2 mm de llarg, sovint tenen incrustacions de sal. Les flors són de color rosat a blanques i apareixen en denses inflorescències de març a setembre però algunes espècies com T. aphylla tendeixen a florir durant l'hivern.

## Reproducció
Els tamarius es reprodueixen de forma vegetativa per arrels adventícies submergides o per llavors de forma sexual. Les llavors són molt petites i les dispersa el vent o per l'aigua. Cal un llarg període de saturació amb aigua perquè el planter s'estableixi.
Les espècies de Tamarix estan adaptades al foc i a més exploren recursos profunds d'aigua freàtica. Se'n poder fer esqueixos per a reproduir-los.

## Algunes espècies
| \| - Tamarix africana - Tamarix androssowii - Tamarix aphylla - Tamarix arceuthoides - Tamarix austromongolica Plantilla:Nb5 - Tamarix boveana - Tamarix canariensis - Tamarix chinensis - Tamarix dalmatica - Tamarix dioica - Tamarix elongata - Tamarix gallica - Tamarix gansuensis - Tamarix gracilis - Tamarix hampeana - Tamarix hispida Plantilla:Nb5 \| - Tamarix hohenackeri - Tamarix indica - Tamarix jintaenia - Tamarix juniperina - Tamarix karelinii - Tamarix laxa - Tamarix leptostachys - Tamarix meyeri - Tamarix mongolica - Tamarix parviflora - Tamarix ramosissima - Tamarix sachuensis - Tamarix smyrnensis - Tamarix taklamakanensis - Tamarix tarimensis - Tamarix tenuissima - Tamarix tetrandra \| - Tamarix gallica florida - Tamarix aphylla a Algèria | |
| - Tamarix africana - Tamarix androssowii - Tamarix aphylla - Tamarix arceuthoides - Tamarix austromongolica Plantilla:Nb5 - Tamarix boveana - Tamarix canariensis - Tamarix chinensis - Tamarix dalmatica - Tamarix dioica - Tamarix elongata - Tamarix gallica - Tamarix gansuensis - Tamarix gracilis - Tamarix hampeana - Tamarix hispida Plantilla:Nb5 | - Tamarix hohenackeri - Tamarix indica - Tamarix jintaenia - Tamarix juniperina - Tamarix karelinii - Tamarix laxa - Tamarix leptostachys - Tamarix meyeri - Tamarix mongolica - Tamarix parviflora - Tamarix ramosissima - Tamarix sachuensis - Tamarix smyrnensis - Tamarix taklamakanensis - Tamarix tarimensis - Tamarix tenuissima - Tamarix tetrandra |

## Usos
- Com a planta ornamental, tallavents i arbres d'ombra. La fusta és bona per a fusteria, com a combustible i per a forestació.[3]
- Hi ha plans per a usar els tamarius contra la desertificació a la Xina.,[4][5]

L'espècie Tamarix ramosissima es considera una espècie invasora als Estats Units.